# Indiana Jones and the Last Crusade: The Action Game
Indiana Jones and the Last Crusade: The Action Game est un jeu vidéo d'action sorti en 1989 sur Amiga, Amstrad CPC, Atari ST, Commodore 64, MSX et ZX Spectrum. Il a ensuite été réédité sur Master System en 1990, sur Game Gear, Mega Drive et PC en 1992, et sur Game Boy en 1994. Le jeu a été développé par Tiertex et édité par U.S. Gold. Il est basé sur le film Indiana Jones et la Dernière Croisade sorti la même année.

## Trame
Le célèbre archéologue Indiana Jones est en lutte avec les Nazis dans sa quête du Graal. Pour parvenir à ses fins, il doit affronter de nombreux obstacles et retrouver les indices qui lui permettront d'atteindre le Graal, à savoir la Croix de Coronado, le bouclier du chevalier de la première croisade ainsi que le carnet de notes de son père .